# 岩手県立宮古病院
岩手県立宮古病院（いわてけんりつみやこびょういん）は、岩手県宮古市に所在し、岩手県が運営する病院である。宮古保健医療圏（宮古市、下閉伊郡岩泉町、山田町、田野畑村）の災害拠点病院であり、DMATチームも有する。また、地域がん診療連携拠点病院でもある。なお、内科、外科の診療を行う岩手県立宮古病院附属重茂（おもえ）診療所が併設されている。

## 沿革
- 1950年11月 - 地元住民の組合出資による「宮古共済病院」と、宮古共済病院を退職した医師による個人経営の宮古共済堂病院を1944年4月に日本医療団が買収した「宮古奨健寮」が岩手県に移管され、それぞれ岩手県立宮古共済病院、岩手県立宮古地方病院として開院した。
- 1959年4月 - 宮古共済病院と宮古地方病院を統合し、岩手県立宮古病院となった。
- 1960年4月1日 - 地方公営企業法全部適用。
- 1992年6月 - 宮古駅前・栄町から現在地に移転。
- 2016年10月 - 地域医療支援病院の指定を受けた。

## 診療科
- 総合診療科
- 消化器科
- 呼吸器科
- 循環器科
- 小児科
- 外科
- 整形外科
- 形成外科
- 脳神経外科
- 神経内科
- 泌尿器科
- 産婦人科
- 放射線科
- 麻酔科

## 医療機関の指定等
- 保険医療機関
- 救急告示医療機関
- 労災保険指定医療機関
- 指定自立支援医療機関（更生医療・育成医療）
- 身体障害者福祉法指定医の配置されている医療機関
- 生活保護法指定医療機関
- 結核指定医療機関
- 指定養育医療機関
- 戦傷病者特別援護法指定医療機関
- 原子爆弾被害者医療指定医療機関
- 第二種感染症指定医療機関
- 公害医療機関
- 母体保護法指定医の配置されている医療機関
- 地域災害拠点病院[1]
- 臨床研修指定病院
- がん診療連携拠点病院
- 特定疾患治療研究事業委託医療機関
- 小児慢性特定疾患治療研究事業委託医療機関
- 産科医療補償制度加入機関

## 交通アクセス
- JR山田線・三陸鉄道リアス線 宮古駅より岩手県北バス・東日本交通で約15分、「宮古病院前」バス停下車。
  - 国道45号沿い。

## 移転の影響
岩手県立宮古病院は1992年6月に宮古駅の近くから、宮古市街地からは外れた浜街道の別名を持つ国道45号沿いの崎鍬ケ崎へと移転した。当時から比較的規模の大きな地域の拠点病院であったため、病院職員の通勤者や、それまで通院していた患者や、入院患者の見舞いに訪れていた者で、鉄道を利用する者が減少し、三陸鉄道の乗客が減少する要因の１つとなったとの分析が存在する。